# Copaeodes aurantiaca
Copaeodes aurantiaca is een vlinder uit de familie van de dikkopjes (Hesperiidae). De wetenschappelijke naam van de soort is voor het eerst geldig gepubliceerd in 1868 door Hewitson.